# 백현주 (1973년)
백현주(白賢珠, 1973년 6월 16일 ~ )는 대한민국의 기자 출신이며 국회의원 후보였다.

## 수상
- 2014년 대한민국 창조문화예술대상 문화부문 특별상
- 2014년 제 2회 대한민국 평화대상 방송부문 대상
- 2014년 제 3회 대한민국 실천대상 방송부문 대상

## 주요 경력

### 주요 이력
- 뉴스쉐어
- TV리포트 편집부 차장
- TV리포트 편집국 부국장
- Y-star 취재기자
- 서울일보 정치, 문화부 기자
- 대구예술대학교 방송연예전공 초빙교수
- 서울신문 NTN 대표이사
- 동아방송예술대학교 창의융합교양학부 초빙교수
- 포항시 일자리 홍보대사
- 육군 발전자문위원회 정책홍보분과위 자문위원
- 제21대 국회의원선거 미래한국당 비례대표 국회의원 후보
- 미래한국당 당무위원
- 미래통합당 당무위원
- 국민의힘 당무위원
- 국민의힘 탈당
- 동아방송예술대학교 부총장 역임
- 국민의힘 복당
- 국민의힘 당무위원
- 국민의힘 살리는 선거대책위원회 중앙선거대책위원회 여성본부 부본부장
- 국민의힘 살리는 선거대책위원회 중앙선거대책위원회 공보단 언론자문위원회 위원
- 국민의힘 제20대 대통령 선거 선거대책본부 여성본부 부본부장
- 제20대 대통령직인수위원회 사회복지문화분과 전문위원
- 인천영상위원회 운영위원장
- 국악방송 사장

### 학력
- 숙명여자대학교 중어중문학 학사
- 숙명여자대학교 대학원 중어중문학과 문학석사

## 역대 선거 결과
| 실시년도 | 선거   | 대수 | 직책     | 선거구   | 정당       | 득표수       | 득표율          | 순위          | 당락 | 비고      |
| -------- | ------ | ---- | -------- | -------- | ---------- | ------------ | --------------- | ------------- | ---- | --------- |
| 2020년   | 총선   | 21대 | 국회의원 | 비례대표 | 미래한국당 | 9,441,520 표 | \| \| 33.84% \| | 비례대표 27번 | 낙선 | 승계 불능 |
|          | 33.84% |      |          |          |            |              |                 |               |      |           |